# Salmijärvi (Gällivare socken, Lappland, 748760-174615)
Salmijärvi är en sjö i Gällivare kommun i Lappland och ingår i Kalixälvens huvudavrinningsområde. Salmijärvi ligger i Torne och Kalix älvsystem Natura 2000-område.